# Wiwaswant

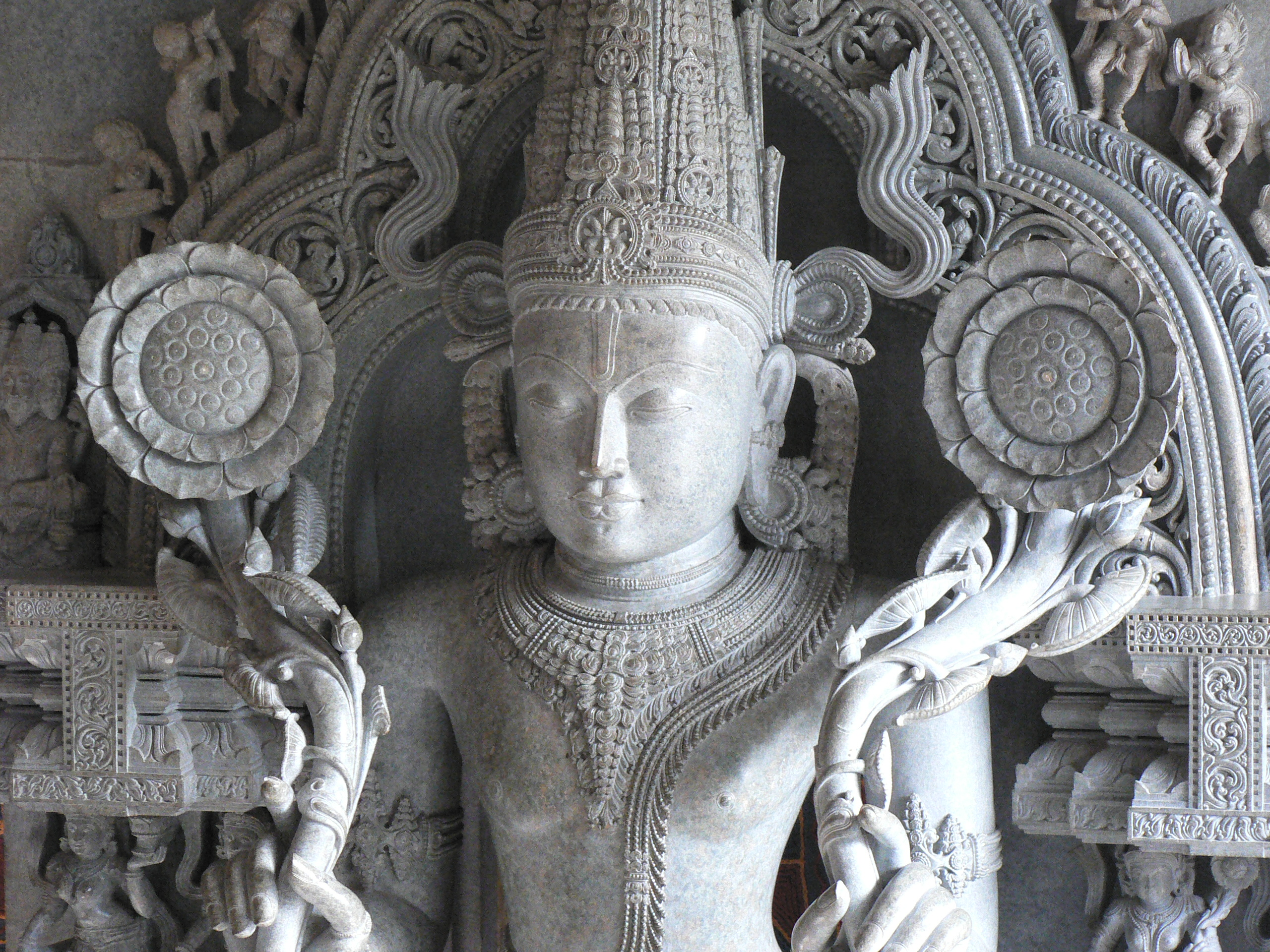
Wiwaswant
(ang. Vivasvat, tłum. Świecący, Jaśniejący) – jeden z Aditjów, wedyjski solarny bóg wschodzącego Słońca.
Został porzucony i nie uznany za boga przez matkę, jego bracia umieścili go na niebie jako Słońce. Z Saranju spłodził Aświnów, a z Ćhają protoplastę ludzi, patriarchę Manu.